# Sherlock Holmes (film 2009)
Sherlock Holmes – amerykańsko-brytyjski film kryminalno-przygodowy z 2009 w reżyserii Guya Ritchiego.
Film zrealizowany w oparciu o postacie stworzone przez Arthura Conana Doyle’a – Sherlocka Holmesa oraz Doktora Watsona i wyprodukowany przez Warner Bros. Pictures i Village Roadshow Pictures.

## Fabuła
Londyn, lata 90. XIX wieku. Detektyw Sherlock Holmes (Robert Downey Jr.) cieszy się zasłużoną sławą – potrafi rozwikłać nawet najbardziej skomplikowane zagadki kryminalne. Wraz ze swoim zaufanym sojusznikiem i pomocnikiem, doktorem Johnem Watsonem (Jude Law), ściga przestępców wykorzystując nie tylko spostrzegawczość i swą niezwykłą umiejętność dedukcji, ale czasem nawet siłę pięści. Stolica Anglii żyje plagą brutalnych, rytualnych morderstw. Holmesowi i Watsonowi udaje się uratować kolejną ofiarę i zdemaskować zabójcę. Okazuje się nim pozbawiony skrupułów lord Blackwood (Mark Strong). Jego schwytanie jednak dopiero rozpoczyna sprawę będącą największym w karierze detektywa wyzwaniem. Blackwood, choć miał zawisnąć na stryczku, sterroryzował zarówno współwięźniów, jak i strażników opowieściami o swoich związkach z potężnymi siłami ciemności. Ostrzega też Holmesa, że śmierć nie ma nad nim władzy i że właściwie jego egzekucja znakomicie wpisuje się w misterny plan. Rzekome zmartwychwstanie Blackwooda wywołuje panikę w Londynie i wprawia w zakłopotanie Scotland Yard. Holmes i Watson, by udaremnić spisek lorda, zagłębiają się w świat mrocznych sztuk oraz nowych technologii, w którym oprócz logiki do rozwiązania sprawy potrzebny może się okazać precyzyjny prawy sierpowy.

## Obsada
- Robert Downey Jr. – Sherlock Holmes
- Jude Law – dr John Watson
- Kelly Reilly – Mary Morstan
- Rachel McAdams – Irene Adler
- Mark Strong – Lord Blackwood
- William Hope – John Standish
- Hans Matheson – Lord Coward
- Robert Stone – Prizefighter
- Eddie Marsan – Inspektor Lestrade
- James Fox – sir Thomas
- William Houston – posterunkowy Clark
- Robert Maillet – Dredger
- Terry Taplin – Groundskeeper
- Andrew Care – dżentelmen w garniturze
- James Currie – strażnik więzienny
- Martin Ewens – doręczyciel
- Teresa Mahoney – prostytutka
- Brendan McCoy – sprzedawca ryb
- Emily Murphy – kobieta z wyższych sfer
- Robert Roman Ratajczak – szalejący mężczyzna
- Ross Monroe Winter – skrzypek

## Kontynuacja
Reżyserem sequela Sherlocka Holmesa jest Guy Ritchie. Oryginalny tytuł kontynuacji filmu to Sherlock Holmes: A Game of Shadows. W rolach głównych ponownie występują Robert Downey Jr. oraz Jude Law.